# Obiageri Amaechi
Obiageri Pamela Amaechi (San Francisco, 12 marzo 1999) è una discobola statunitense naturalizzata nigeriana ha vinto la medaglia d'oro ai Giochi panafricani di Accra in Ghana nel lancio del disco.

## Biografia
Nata a San Francisco negli Stati Uniti, studia all'Università di Princeton partecipando alle competizioni con la squadra delle Princeton Tigers. A partire dal luglio 2021 prende la cittadinanza nigeriana. Esordisce nel 2022 con la Nigeria ai campionati africani vincendo la medaglia di bronzo nel lancio del disco.
Nel marzo 2024 vince la medaglia d'oro ai Giochi panafricani di Accra nel lancio del disco.

## Progressione

### Lancio del disco
| Stagione | Misura  | Luogo         | Data      | Rank. Mond. |
| -------- | ------- | ------------- | --------- | ----------- |
| 2024     | 58,93 m | Accra         | 21-3-2024 |             |
| 2023     | 58,34 m | Calgary       | 24-9-2023 |             |
| 2022     | 58,10 m | Benin City    | 25-6-2022 |             |
| 2021     | 56,54 m | Jacksonville  | 29-5-2021 |             |
| 2019     | 57,95 m | Princeton     | 4-5-2019  |             |
| 2018     | 56,98 m | Bloomington   | 15-6-2018 |             |
| 2017     | 53,96 m | Clovis        | 3-6-2017  |             |
| 2016     | 50,72 m | San Francisco | 19-3-2016 |             |
| 2015     | 45,31 m | San Francisco | 30-5-2015 |             |

### Getto del peso
| Stagione | Misura     | Luogo           | Data      | Rank. Mond. |
| -------- | ---------- | --------------- | --------- | ----------- |
| 2022     | 14,86 m(i) | Blacksburg      | 22-1-2022 |             |
| 2019     | 15,36 m(i) | University Park | 22-6-2019 |             |
| 2018     | 15,66 m(i) | Princeton       | 8-12-2018 |             |
| 2017     | 14,54 m    | San Mateo       | 15-4-2017 |             |
| 2016     | 13,75 m    | Clovis          | 4-6-2016  |             |
| 2015     | 12,96 m    | San Francisco   | 30-5-2015 |             |

## Palmarès
| Anno                                | Manifestazione              | Sede         | Evento           | Risultato | Prestazione | Note  |
| ----------------------------------- | --------------------------- | ------------ | ---------------- | --------- | ----------- | ----- |
| In rappresentanza degli Stati Uniti |                             |              |                  |           |             |       |
| 2017                                | Campionati panamericani U20 | Trujillo     | Lancio del disco | 4ª        | 52,24 m     |       |
| 2018                                | Mondiali U20                | Tampere      | Lancio del disco | 14ª (q)   | 48,94 m     |       |
| In rappresentanza della Nigeria     |                             |              |                  |           |             |       |
| 2022                                | Campionati africani         | Saint-Pierre | Lancio del disco | Bronzo    | 54,15 m     |       |
| 2022                                | Giochi del Commonwealth     | Birmingham   | Lancio del disco | Bronzo    | 56,99 m     |       |
| 2023                                | Mondiali                    | Budapest     | Lancio del disco | 37ª (q)   | 51,60 m     | [ 1 ] |
| 2024                                | Giochi panafricani          | Accra        | Lancio del disco | Oro       | 58,93 m     | [ 2 ] |
| 2024                                | Campionati africani         | Douala       | Lancio del disco | Argento   | 58,80 m     |       |
| 2024                                | Giochi olimpici             | Parigi       | Lancio del disco | 32ª (q)   | 45,45 m     |       |

## Campionati nazionali
- 1 volta campionessa nazionale nigeriana del lancio del disco (2022)

2022
- Oro ai campionati nigeriani (Benin City), lancio del disco - 58,10 m

2023
- Bronzo ai campionati nigeriani (Benin City), lancio del disco - 55,53 m